# Мария Тереза Чибо-Маласпина
Мария Тереза Франческа Чибо-Маласпина (на италиански: Maria Teresa Francesca Cybo-Malaspina; * 29 юни 1725 в Новелара, Графство Новелара и Баньоло † 25 декември 1790 в Реджо, Херцогство Модена и Реджо) е 5-та херцогиня на Маса и княгиня на Карара (1731 – 1790), херцогиня на Айело и баронеса на Падули, последна представителка на рода Чибо-Маласпина, управляващ тези територии, и чрез брак херцогиня на Модена и Реджо (1780 – 1790). През 1769 г. основава Карарската академия за изящни изкуства.

## Произход
Мария Тереза е най-голямата дъщеря на Алдерано I Чибо-Маласпина (* 1690; † 1731), херцог на Маса, и на съпругата му Ричарда Гонзага ди Новелара е Баньоло (* 1698, † 1768), потомка на клона на Гонзага на графовете на Новелара. Има две по-малки сестри: 
- Мария Анна Матилда (* 1726, † 1797), съпруга на Орацио Албани, 2-ри княз на Сориано ал Чимино, патриций на Урбино и Генуа, племенник на папа Климент XI
- Мария Камила (* 1728; † 1760 ), съпруга на Рестайно Джоакино ди Токо Кантелмо Стюарт, херцог на Пополи, княз на Петорано, Акая и Монтемилето, херцог на Апиче и Сичиняно, маркиз на Монтефалчоне, Манокалцати и Сера, граф на Монтеаперто и господар на Рефранкоре.

## Биография

### Ранни бракове
След преждевременната смърт на баща си през 1731 г., докато е още дете, Мария Тереза е в центъра на сложни брачни споразумения, тъй като нейната зестра включва държавата. На 10 ноември 1734 г. са подписани брачните договори с 12-годишния принц Евгений Йохан Франциск Савойски-Соасон, херцог на Тропау и граф на Соасон. Той обаче умира в Манхайм 13 дена по-късно.
Кратко време след това отново започват продължителни консултации между италианските и чуждестранните династии и Свещената Римска империя, която също е в центъра на борбите за наследяването на Карл VI: сред всички изпъква херцогът на Модена и Реджо Франческо III д'Есте, който печели бъдещ изход на Тиренско море, принуждавайки своя син – 14-годишния Ерколе Риналдо, наследник на трона, да се ожени за Мария Тереза. Бракът е сключен чрез пълномощник в Маса през 1741 г. без помпозност, както поради липсата на интерес от страна на младоженеца, така и поради оскъдните финансови ресурси на Чибо-Маласпина.
Бракът не е щастлив и това довежда до бързо изчезване на династията Есте. От съюза се раждат две деца в първите години, но след като изпълнява брачните си задължения, младоженецът започва да води разпуснат живот, унижавайки Мария Тереза с откритите си връзки с любовници. Тя е принудена да остане в Модена, където обаче може да разчита на уважението и обичта на свекървата си. Има навика да се връща през лятото в родината си отвъд Апенините, за да се грижи за семейното си състояние. Все по-влошените отношения със съпруга ѝ довеждат двойката до окончателна раздяла.
Мария Тереза се оттегля в Реджо Емилия, развеселявана само от посещенията на единствената си дъщеря Мария Беатриче и зет си Фердинанд Хабсбургски.

### Просветено управление
Когато става пълнолетна, Мария Тереза поема през 1744 г. сама управлението на Херцогство Маса и Княжество Карара (до този момент неин регент е майка ѝ). В съответствие с времето си тя практикува просветено управление, демонстрирайки големи административни умения.
През 1757 г. реформира икономиката на Карара чрез едикти, които предоставят мраморните залежи на различните селски общности на кариерите.
Тя продължава и завършва път, който води от Маса до Модена, днешната Виа Вандели.
Опитва се да създаде модерна болница в Маса.
В съответствие с църковната политика на император Йозеф II, прилаган от 1780 до 1790 г. и целяща да намали авторитета на Католическата църква в Хабсбургската монархия на Свещената Римска империя, Мария Тереза прави опит за реформа на местното духовенство с оглед на създаването от папата на епархия, която включва само територията на херцогството, по онова време заета от епархията на Луни.

### Карарска академия за изящни изкуства
Сред многото дейности, започнати от херцогинята, една от основните е основаването на Карарската академия за изящни изкуства. През 1757 г., приемайки предложението на Джовани Доменико Оливиери, скулптор от Карара, който е живял в двора на Испания и е сътрудничил в основаването на Мадридската академия, Мария Тереза обнародва уставите на академия на името на Сан Чекардо (епископ на Луни и патрон на Карара), които трябва да се погрижат за подготовката на трите основни изкуства: живопис, скулптура и архитектура. Вече съществува местната традиция за запознаване със скулптурата, която е предпочитана от древния метод на работилницата: отделни частни лица имат студио в Карара, което тогава е известно подобно на това на Барата ал Балуардо, и стават меценати на своите ученици.
Първият опит на Мария Тереза обаче остава  неуспешен. 12 години по-късно, на 26 септември 1769 г., тя с последвал хирограф (вид документ) обнародва официалния акт за основаване на Карарската академия за изящни изкуства, премахвайки обаче курса по живопис. Всъщност са създадени само секциите на школите по скулптура и архитектура, така че академията, създадена по този начин, да насърчава развитието на изкуствата, свързани с местната индустрия, както и търговията с мрамор. Основният директор на школата по скулптура е Джовани Антонио Чибей. Инспекторът на архитектурната школа е Филипо дел Медико, който проектира и седалището на академията, чието строителство започва през 1771 г. През 1781 г. Мария Тереза въвежда данък върху мрамора, за да финансира разходите на академията. 
Смъртта на основателката през 1790 г., разстоянието от Карара на новата херцогиня Мария Беатриче, която живее в Милано със съпруга си, и влиянието на Френската революция довеждат институцията до упадък. Когато Маса и Карара са присъединени към Цизалпийската република (1796 г.), Ерколе III, завръщайки се от Модена, приема някои разпоредби, които гарантират оцеляването на академията, като в същото време запазват нейното значение и благоприличие. Като висш ръководен орган е определена Комисията по обществено образование и е създадена Школата на Орнато. След това моментно възстановяване Академията е изправена пред трудни години, които продължават до завладяването на полуострова от Наполеон. През 1805 г. Академията приема името „Еуджениана" в чест на Южен Боорне, вицекрал на Италия и по силата на новите разпоредби става институция от национално значение. Дидактическата структура е обогатена от катедрите по История и митология и по Изобразителна анатомия.

## Брак и потомство
Омъжва се два пъти:
∞ 1. 10 ноември 1734 г. (договор) чрез пълномощник за принц Евгений Йоан Франциск Савойски-Соасон (* 23 септември 1714 във Виена, † 23 ноември 1734 в Манхайм), херцог на Тропау и 4-ти граф на Соасон. Двойката не се вижда, юридически никога не са били женени.
∞ 2. 1741 в Маса чрез пълномощник за Ерколе Риналдо III д’Есте (* 22 ноември 1727 в Модена; † 14 октомври 1803 в Тревизо), последен херцог на Модена и Реджо (1780 до 1796), от когото има син и дъщеря:
- Мария Беатриче Ричарда д’Есте (* 6 април 1750, † 14 ноември 1829), херцогиня на Маса и Карара (1790 – 1797 и от 1816); ∞ 15 октомври 1771 за Фердинанд Карл Австрийски-Есте (* 1754 † 1806), ерцхерцог на Австрия, от когото има пет сина и четири дъщери.
- Риналдо Франческо д’Есте (* 4 януари 1753 в Модена, † 5 май 1753)